# 五号甲板室行动
五号甲板室行动（Operation Deckhouse Five）是1967年1月6日至15日越南战争期间，美国海军陆战队和越南共和国海军陆战师在湄公河三角洲地区进行的军事行动。美联社西贡分部的每日军事综述报道说：“为期十天的搜索行动被证明是完全徒劳的。”

## 背景
对于美国海军陆战队来说，这次行动是值得注意的，原因如下: 这是一次规模相当大的美国海军陆战队和越南海军陆战师的联合两栖作战，也是最后一次在越南共和国第1军驻守控制边界以外的地方进行特种登陆的作战行动。:151 SLF两栖远征队和美国海军第七舰队两栖战斗中型直升机中队被指定为海军陆战队营(增援的海军陆战队第9团第1营)提供支援。SLF两栖远征队经常通过越南海滩进行两栖作战，进入疑似越共和越南人民军活动的地区。 这次行动的目的是保障弹药库、军械库、工程车间、医院和教导中心的安全。

## 行动
由于天气环境恶劣，行动被推迟了两天，正式行动于1月6日开始，海军直升机对湄公河三角洲 Co Chien 和 Ham Luong 流域分支之间的海滩进行攻击，该流域分支地区被怀疑是越共的据点。

### 支援单位
- HMM-362直升机中队
- VMO-3海军轻型攻击直升机中队
- USS 硫磺岛级 (LPH-2)两栖攻击舰
- USS 堪培拉号重巡洋舰 (CA-70)

## 结果
这次行动总体令人失望，最终行动结果只有21名越共被杀，2个小武器工坊被摧毁，44支武器被缴获，7名美国海军陆战队员和1名越南海军陆战师队员牺牲。 人们相信越共在美越联军行动之前就已经得到了袭击的预先警告，因为情报人员了解到越共的大部队最近已经离开了这个地区。